# 格奈乌斯·科尔内利乌斯·西庇阿·卡尔弗斯
格奈乌斯·科尔内利乌斯·卡尔弗斯（前3世纪—前211年），罗马元老院元老，是公元前222年的执政官。曾参加第二次布匿战争，在公元前211年阵亡。其父是普布利乌斯·科尔内利乌斯·西庇阿，其兄为普布利乌斯·科尔内利乌斯·西庇阿。他和其兄普布利乌斯·科尔内利乌斯·西庇阿在西班牙作战时，在上巴埃蒂斯河战役中阵亡。